# Зворыкинский инновационный проект
Зворыкинский проект (Зворыкинский инновационный проект) — разработанная Федерального агентства по делам молодёжи, проводившаяся 2009—2013 годах, названная в честь Владимира Козьмича Зворыкина. Заявленная цель — популяризация инновационной деятельности среди молодых людей.
Основные мероприятия проекта: Конкурс «Зворыкинская премия»,  cмена «Инновации и техническое творчество» на форуме «Селигер» на форуме «Селигер» и Всероссийский молодёжный инновационный Конвент, по итогам Конвента происходило награждаются Национальной премией в области инноваций имени В. Зворыкина